# Paltophorus pallidus
Paltophorus pallidus är en mångfotingart som beskrevs av Carl Graf Attems 1952. Paltophorus pallidus ingår i släktet Paltophorus och familjen Chelodesmidae. Inga underarter finns listade i Catalogue of Life.